# Ancylistes distinctus
Ancylistes distinctus là một loài bọ cánh cứng trong họ Cerambycidae.